# Schlesisches Museum (Katowice)

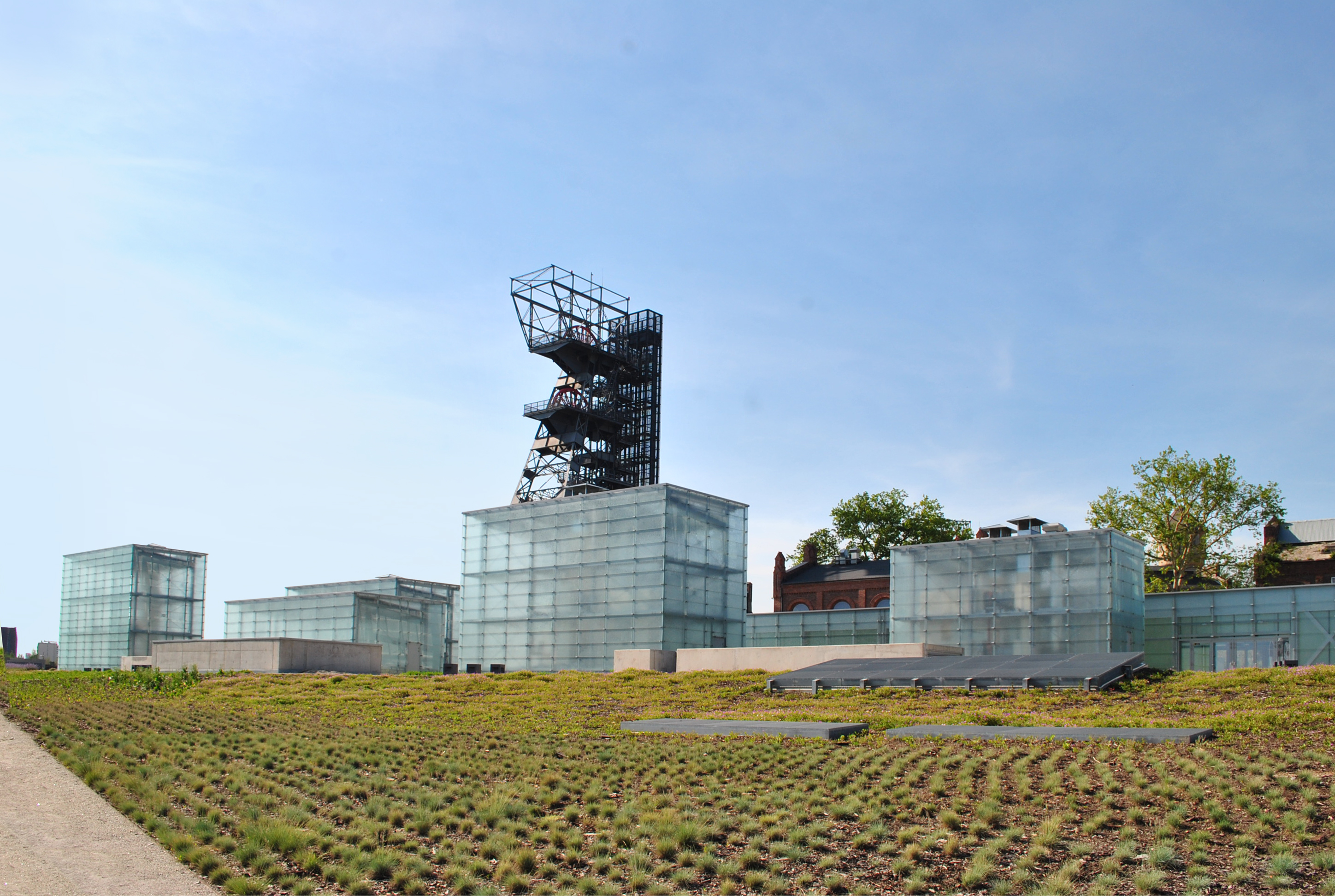
Der Neubau des Schlesischen Museums wurde 2014 errichtet

Das Schlesische Museum (Muzeum Śląskie) ist das bekannteste Museum der Stadt Katowice.

## Geschichte
Das Museum wurde kraft des Beschlusses des Schlesischen Parlamentes (Sejm Śląski), am 23. Januar 1929 gegründet. Anfangs wurden die Exponate im Gebäude des Schlesischen Parlamentes ausgestellt, gleichzeitig wurde jedoch 1936 mit der Errichtung des modernen, repräsentativen Neubaus, nach dem Projekt des Architekten Karol Schayer, für das Museum begonnen. Die Eröffnung war auf Frühjahr 1940 vorgesehen. Nach dem Vorschlag des Direktors des Oberschlesischen Landesmuseums in Beuthen, Franz Pfützenreiter,  wurde das fast fertige Gebäude „als Denkmal des polnisch-jüdischen Hochmuts“ 1941–1944 abgebrochen. Es blieb nur der Wohnflügel übrig. Die heilgebliebenen Exponate wurden teilweise geraubt und zum Teil nach Beuthen (Bytom), in das dort ansässige Oberschlesische Landesmuseum geschafft. Es wurde auch die Große Synagoge an der ul. Mickiewicza (Mickiewicz-Str.) und das jüdische Viertel der Stadt in Brand gesetzt. Nach dem Krieg gab es weder die nötigen finanziellen Mittel noch den guten Willen der kommunistischen Zentralregierung das Museum, das die Autonomiebestrebungen Schlesiens verkörperte, wiederherzurichten. An seiner Stelle errichtete man ein Gewerkschaftsgebäude.

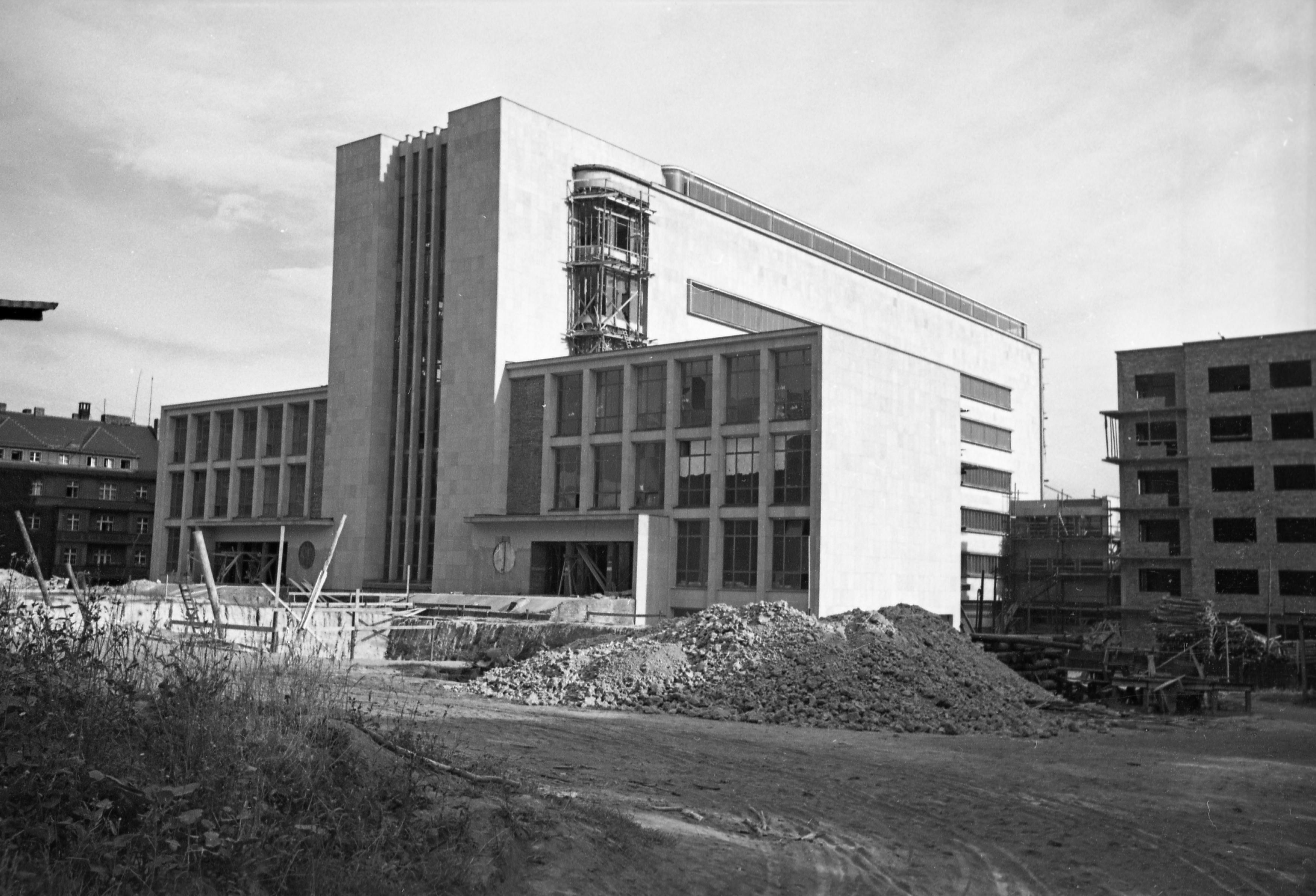
Schlesisches Museum von Karol Schayer im Bau (1939)

## Politische Bedeutung
Im Zuge des deutsch-polnischen Konfliktes um Oberschlesien bildete das Museum in der Zwischenkriegszeit das polnische Gegenstück zum deutschen Oberschlesischen Museum in Beuthen. So wurden Funde der Lausitzer Kultur als proto-slawisch präsentiert, um den polnische Anspruch auf Oberschlesien zu untermauern.

## Neugründung
Erst 1984 gab man dem Bevölkerungsdruck nach und gründete das Schlesische Museum neu, größtenteils mit neuen Exponaten. Allerdings baute man nicht das Gebäude Schayers wieder auf, sondern quartierte das Museum vorläufig in ein Neurenaissancegebäude, das ehemalige Grand Hotel Wiener, an der al. Korfantego 3, das zu dieser Zeit gar nicht für ein Museum geeignet und z. T. renovierungsbedürftig war. Man hat klein, mit nur einem Ausstellungszimmer angefangen, und führte gleichzeitig die nötigen Arbeiten am Gebäude durch, die erst 1992, nach der politischen Wende, beendet wurden. Zu den heutigen Sammlungen des Museums zählen über 75.000, vor allem ethnologische und archäologische Exponate, die mit der Stadt und Region Oberschlesien zusammenhängen und eine Gemäldegalerie der polnischen Malerei des 19. und 20. Jahrhunderts, die 233 Kunstwerke umfasst. Darüber hinaus werden im Museum verschiedene Sonderausstellungen gezeigt, die thematisch auch andere Regionen betreffen können.

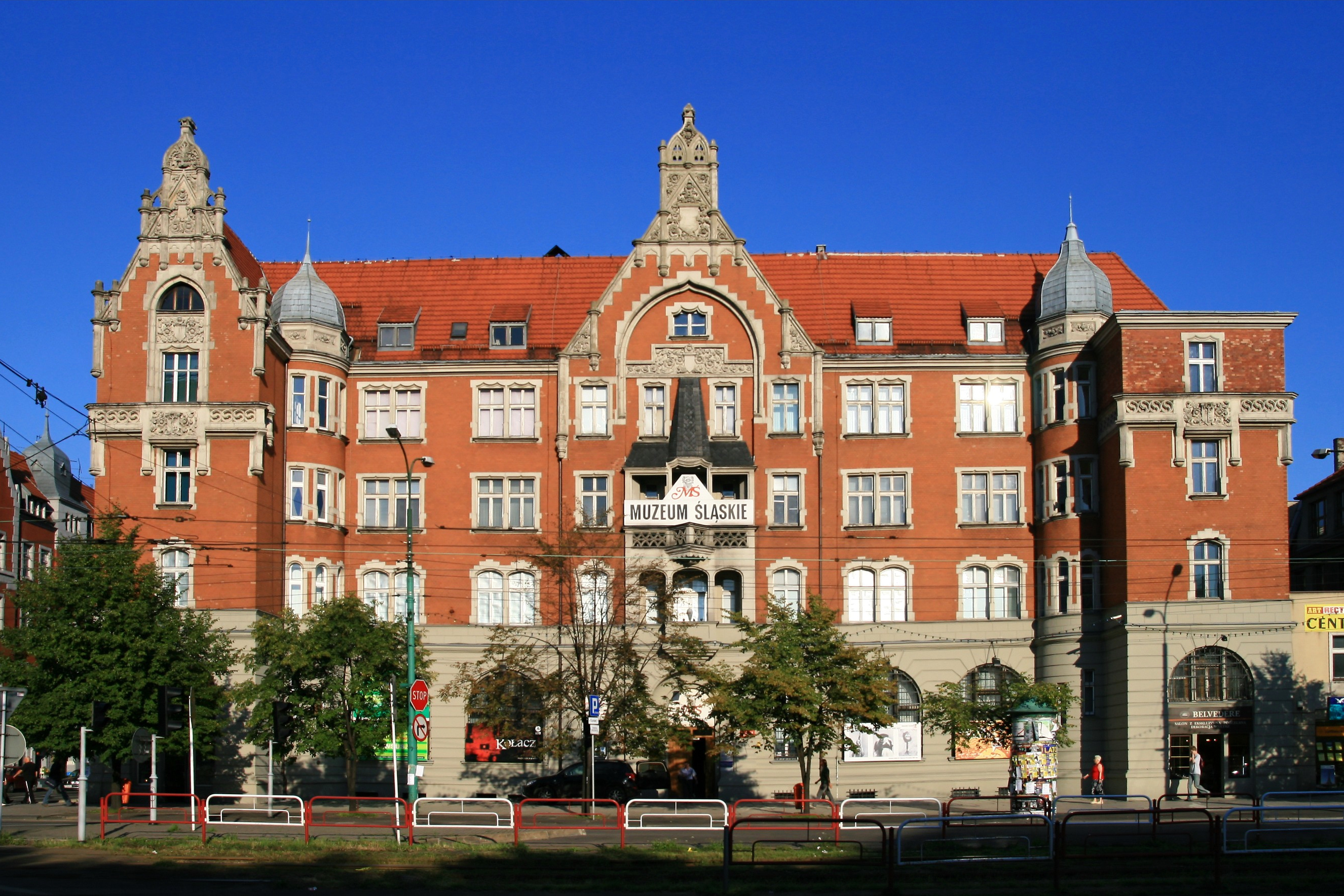
Das ehemalige Grand Hotel Wiener, das bis 2014 als Museumsgebäude diente

Seit Beginn des 21. Jahrhunderts wurden öffentlich Pläne diskutiert, das Museum in ein neues, größeres Gebäude umzusiedeln. Der geplante neue Standort ist das Gelände der ehemaligen „Zeche Katowice“. Am 15. Juni 2007 wurde der Architektenwettbewerb für den Neubau des Museums entschieden. Einstimmig wurde das Projekt der Architekten Riegler Riewe aus Graz, Österreich zum Sieger erklärt. Der Bau begann 2011 und wurde 2014 abgeschlossen. Die Gesamtkosten sollen sich auf 324 Mio. Złoty belaufen. Das neue Museumsgebäude umfasst sieben Stockwerke, davon drei unterirdische. Es wurden die Einrichtungen des stillgelegten Bergwerkes integriert.